# 殺しのベストセラー
『殺しのベストセラー』（原題：Best Seller）は、1987年のアメリカ合衆国のサスペンス映画。監督はジョン・フリン、脚本はラリー・コーエン。出演はブライアン・デネヒー、ジェームズ・ウッズなど。本作の演技でウッズは第3回インディペンデント・スピリット賞の主演男優賞にノミネートされた。
日本では劇場未公開で1988年12月21日にビデオ・2002年10月4日にDVDが発売された他、テレビでは『裏切りのベストセラー』の題で放送された。

## あらすじ
デニス・ミーチャムは職務中に強盗に襲われた経験を基に『インサイド・ジョブ』という名のベストセラー小説を書き上げた事で有名な警官兼作家である。
ある時、彼の元に殺し屋のクリーヴという男が現れる。彼はデニスが作家になるきっかけを作った強盗事件の犯人でもあった。
デニスはクリーヴに「自分を雇っていた男の秘密を暴露する代わりに、自分を題材にした本を執筆して欲しい」と頼まれるのだった。

## キャスト
| 役名                 | 俳優                       | 日本語吹替                          |
| 役名                 | 俳優                       | テレビ東京版                        |
| -------------------- | -------------------------- | ----------------------------------- |
| クリーヴ             | ジェームズ・ウッズ         | 金尾哲夫                            |
| デニス・ミーチャム   | ブライアン・デネヒー       | 石田太郎                            |
| ロバータ・ジリアン   | ビクトリア・テナント       | 寺内よりえ                          |
| ホリー・ミーチャム   | アリソン・バルソン         | 松谷彼哉                            |
| デビッド・マドロック | ポール・シェナー           | 若本規夫                            |
| グラハム             | ジョージ・コー             | 小山武宏                            |
| フォスター夫人       | アン・ピトニアック         | 火野カチコ                          |
| クリーヴの母親       | メアリー・カーヴァー       | 竹口安芸子                          |
| モンクス             | サリー・ボイヤー           | 岩田安生                            |
| アニー               | キャスリーン・ロイド       |                                     |
| クリーヴの父親       | ハロルド・タイナー         | 城山堅                              |
| ターナー             | ジェイ・イングラム         |                                     |
| パールマン           | ジェフリー・ジョセフソン   | 田中正彦                            |
| ソーン               | エドワード・ブラックオフ   |                                     |
| 積み荷を降ろす男     | ブランスコム・リッチモンド | 水野龍司                            |
| ロスマン             | J・P・バムステッド         |                                     |
| フォーリー           | ウィリアム・ブロンダー     |                                     |
| ジャーヴィス         | ダニエル・トレント         |                                     |
| カーター             | シーモア・カッセル         |                                     |
| その他               | N/A                        | 田口昴 坪井智浩 林佳代子            |
| 日本語版スタッフ     |                            |                                     |
| 演出                 | 演出                       | 向山宏志                            |
| 翻訳                 | 翻訳                       | 徐賀世子                            |
| 調整                 | 調整                       | 重光秀樹                            |
| 効果                 | 効果                       | リレーション                        |
| 製作                 | 製作                       | ケイエスエス                        |
| 初回放送             | 初回放送                   | 1998年7月2日 『午後のロードショー』 |